# Rochefort-du-Gard
Rochefort-du-Gard is een gemeente in het Franse departement Gard (regio Occitanie). De plaats maakt deel uit van het arrondissement Nîmes. Rochefort-du-Gard telde op 1 januari 2022 8.067 inwoners.

## Geografie
De oppervlakte van Rochefort-du-Gard bedroeg op 1 januari 2022 34,03 vierkante kilometer; de bevolkingsdichtheid was toen 237,1 inwoners per km².

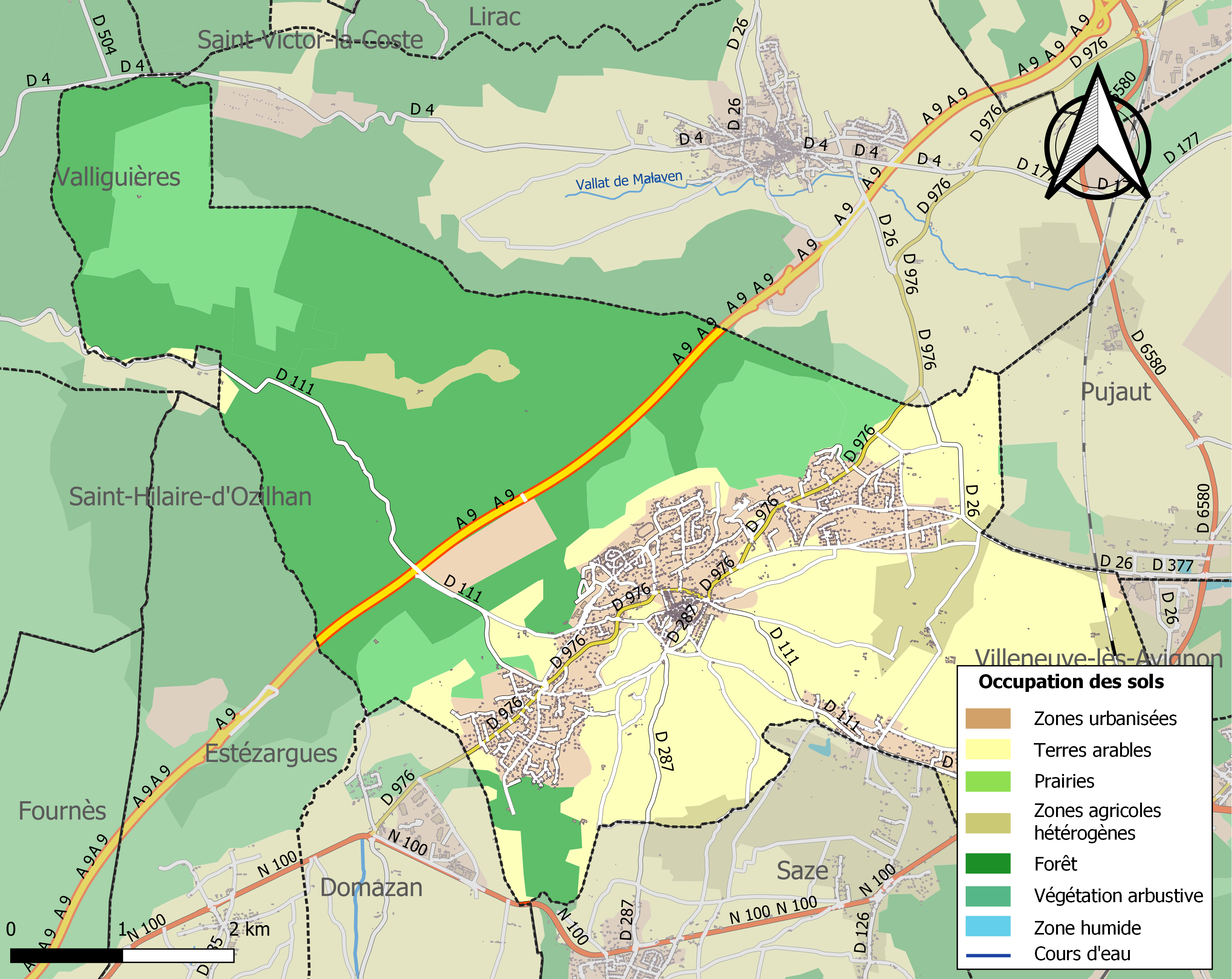
Kaart van de gemeente met belangrijkste infrastructuur, bodemgebruik en omliggende gemeenten

## Demografie
Onderstaande figuur toont het verloop van het inwonertal (bron: INSEE-tellingen).